# گورستان خیرآباد
قبرستان خیرآباد مربوط به دوره اشکانیان - دوره ساسانیان است و در شهرستان خرم بید، بخش مشهد مرغاب، دهستان شهیدآباد، ۱ کیلومتری جنوب روستای خیرآباد واقع شده و این اثر در تاریخ ۷ اسفند ۱۳۸۶ با شمارهٔ ثبت ۲۱۴۳۶ به‌عنوان یکی از آثار ملی ایران به ثبت رسیده است.